# Sghaïer Ouled Ahmed
Mohamed al-Sghaïer Ouled Ahmed [en árabe: محمد الصغير أولاد أحمد / Muḥammad al-Ṣaghīr Awlād Aḥmad] (Sidi Bouzid, 4 de abril de 1955-Túnez, 5 de abril de 2016) fue un poeta tunecino.

## Biografía
Nacido en una zona especialmente desfavorecida de Túnez, estudió en una escuela coránica y después cursó los estudios primarios. Hizo el bachiller en Gafsa y finalizó sus estudios como animador cultural en el 'Institut Supérieur de l'Animation pour la Jeunesse et la Culture'.
Educado como musulmán, se mostró contrario a los movimientos islamistas radicales tanto como a los regímenes totalitarios de los presidentes Habib Burguiba y Zine El Abidine Ben Ali. Considerado un patriota demócrata, su primer libro de poemas, publicado en 1984, fue prohibido. Un año más tarde, la represión política le alcanzó hasta perder el trabajo como animador y fue detenido en la ola de persecución que siguió a los disturbios por el pan (1983-1984). Entonces se estableció un tiempo en Francia, donde realizó estudios de psicología en la Universidad de Reims.
En los años 1990 regresó a Túnez donde las autoridades le ofrecieron la dirección de un centro cultural destinado a difundir la poesía tunecina, pero los gestos de apertura del régimen se diluyeron años más tarde. En 1993, el poeta rechazó la Orden Nacional al Mérito Cultural que le otorgaba Ben Ali. Fue uno de los poetas e intelectuales símbolo de la revolución tunecina en 2010-2011 que abrió el camino de la conocida como Primavera Árabe. En su obra, fundamentalmente poética, se encuentran el censurado بشيد الايام الستة (Canción de seis días, publicado finalmente cuatro años después, 1988), No es mi problema ('ليس لي مشكلة' سنة (1998), تفاصيل (Detalles, Túnez, 1991), وصية، (Testamento, Túnez, 2002) o القيادة الشعرية للثورة التونسية : يوميات (Liderazgo poético de la revolución de Túnez: diario, Túnez, 2013).
Falleció de cáncer en el Hospital Militar de Túnez. El presidente, Béji Caïd Essebsi, destacó entonces en Ouled Ahmed su compromiso político y social al señalar que el poeta «defendió la causa del pueblo tunecino, compartió sus penas y militó por su libertad y dignidad».